# Marco Asensio
Marco Asensio Willemsen (Palma de Mallorca, 1996. január 21. –) spanyol válogatott labdarúgó, a török Fenerbache játékosa. A 2024/25-ös szezont az angol első osztályú Aston Villa csapatánál töltötte, kölcsönben a francia Paris Saint-Germain együttesétől. 

## Pályafutása
Spanyolországban, a Baleár-szigeteken található Palma de Mallorca városában született holland anyától és baszk apától. Az Real Mallorca ifjúsági csapataiban nevelkedett, majd itt figyelt fel rá a Real Madrid és az FC Barcelona. 2013–14-es szezonban debütált a Real Mallorca B csapatában. 2013. október 27-én debütált a Recreativo de Huelva elleni mérkőzésen a felnőtt keretben.
A CD Lugo elleni 0–0-ra végződő bajnokin 7 percet kapott José Luis Oltrától. 2014. március 16-án szerezte meg első bajnoki találatát a klub színeiben a CD Tenerife csapata ellen. A következő évben egy hónap alatt betalált a CA Osasuna, Deportivo Alavés és a UE Llagostera csapatainak.
2014. november 24-én megállapodásra jutott a Real Madrid csapatával, hogy a következő szezonban a klub játékosa lesz 3.5 millió euróért és 5 évre. 2015. augusztus 20-án kölcsönbe került a szintén spanyol RCD Espanyol együtteséhez. Szeptember 19-én a Real Sociedad ellen debütált a bajnokságban, ahol 86. percig volt a pályán. A 44. percben gólpasszt adott Gerard Morenónak, majd a 86. percben José Cañas váltotta őt. A 2016–2017-es szezon kezdetére visszatért Madridba. 2016. augusztus 9-én 120 percet töltött a pályán a Sevilla elleni UEFA-szuperkupa-döntő mérkőzésen. 12 nappal később debütált a bajnokságban a Real Sociedad ellen, méghozzá góllal a 3–0-ra megnyert mérkőzésen.
Többször szerepelt a korosztályos  válogatottakban. Részt vett a 2015-ös U19-es labdarúgó-Európa-bajnokságon, ahonnan aranyérmesként távozott a válogatottal. Az elődöntőben 2 gólt lőtt a Francia U19-es labdarúgó-válogatottnak és ezzel bekerültek a döntőbe. Megválasztották a torna legjobb játékosának, valamint a torna csapatába is bekerült.
2016. május 29-én debütált a felnőtt válogatottban a bosnyák labdarúgó-válogatott elleni barátságos mérkőzésen a felnőtt válogatottban. Kezdőként lépett pályára és a 60. percben váltotta őt Iñaki Williams. A 2017-es U21-es labdarúgó-Európa-bajnokságora utazó keretbe is bekerült és az első mérkőzésén a Macedón U21-es labdarúgó-válogatott ellen 5–0-ra megnyert mérkőzésen mesterhármast szerzett. A 16. percben kihasználta a védelem hibáját, 25 méterről emelt a bal felsőbe. Az 54. percben a pálya bal oldaláról, nyolc méterről lőtt a hosszúba, majd az 5–0-s végeredményt is ő állította be a 72. percben, amikor tizenhét méterről kilőtte a bal felsőt.
2023. július 6-án jelentették be, hogy három évre szerződtette a francia Paris Saint-Germain csapata.
2025. február 3-án a szezon hátralevő részére kölcsönbe került az Aston Villához.

## Statisztikái

### Klubcsapatokban
2023. június 4-én lett frissítve. 
| Klub                | Szezon    | Bajnokság        | Bajnokság       | Bajnokság | Kupa            | Kupa  | Nemzetközi      | Nemzetközi | Egyéb           | Egyéb | Összesen        | Összesen |
| Klub                | Szezon    | Bajnokság        | Pályára lépések | Gólok     | Pályára lépések | Gólok | Pályára lépések | Gólok      | Pályára lépések | Gólok | Pályára lépések | Gólok    |
| ------------------- | --------- | ---------------- | --------------- | --------- | --------------- | ----- | --------------- | ---------- | --------------- | ----- | --------------- | -------- |
| Mallorca B          | 2013–2014 | Tercera División | 14              | 3         | —               | —     | —               | —          | —               | —     | 14              | 3        |
| Real Mallorca       | 2013–14   | Segunda División | 20              | 1         | 0               | 0     | —               | —          | —               | —     | 20              | 1        |
| Real Mallorca       | 2014–15   | Segunda División | 36              | 6         | 0               | 0     | —               | —          | —               | —     | 36              | 6        |
| Real Mallorca       | Összesen  | Összesen         | 56              | 7         | 0               | 0     | —               | —          | —               | —     | 56              | 7        |
| Espanyol            | 2015–16   | La Liga          | 34              | 4         | 3               | 0     | —               | —          | —               | —     | 37              | 4        |
| Real Madrid         | 2016–17   | La Liga          | 23              | 3         | 6               | 3     | 8               | 3          | 1               | 1     | 38              | 10       |
| Real Madrid         | 2017–18   | La Liga          | 32              | 6         | 5               | 2     | 12              | 1          | 4               | 2     | 53              | 11       |
| Real Madrid         | 2018–19   | La Liga          | 30              | 1         | 5               | 3     | 7               | 2          | 2               | 0     | 44              | 6        |
| Real Madrid         | 2019–20   | La Liga          | 9               | 3         | 0               | 0     | 1               | 0          | 0               | 0     | 10              | 3        |
| Real Madrid         | 2020–21   | La Liga          | 35              | 5         | 1               | 0     | 11              | 2          | 1               | 0     | 48              | 7        |
| Real Madrid         | 2021–22   | La Liga          | 31              | 10        | 2               | 1     | 8               | 1          | 1               | 0     | 42              | 12       |
| Real Madrid         | 2022–23   | La Liga          | 31              | 9         | 5               | 0     | 12              | 3          | 3               | 0     | 51              | 12       |
| Real Madrid         | Összesen  | Összesen         | 191             | 37        | 24              | 9     | 59              | 12         | 12              | 3     | 286             | 61       |
| Paris Saint-Germain | 2023–24   | Ligue 1          | 23              | 3         | 6               | 3     | 8               | 3          | 1               | 1     | 38              | 10       |
| Paris Saint-Germain | Összesen  | Összesen         | 0               | 0         | 0               | 0     | 0               | 0          | 0               | 0     | 0               | 0        |
| Összesen            | Összesen  | Összesen         | 295             | 51        | 27              | 9     | 59              | 12         | 12              | 3     | 393             | 75       |

### A válogatottban
2023. június 18-án lett frissítve.
| Nemzet        | Évek     | Pályára lépések | Gólok |
| ------------- | -------- | --------------- | ----- |
| Spanyolország |          |                 |       |
| 2016          | 2        | 0               |       |
| 2017          | 6        | 0               |       |
| 2018          | 12       | 1               |       |
| 2019          | 4        | 0               |       |
| 2020          | 2        | 0               |       |
| 2021          | 0        | 0               |       |
| 2022          | 9        | 1               |       |
| 2023          | 2        | 0               |       |
| összesen      | összesen | 37              | 2     |

### Góljai a válogatottban
| # | Dátum                | Helyszín                                             | Ellenfél     | Gól | Végeredmény | Verseny                                    |
| - | -------------------- | ---------------------------------------------------- | ------------ | --- | ----------- | ------------------------------------------ |
| 1 | 2018. szeptember 11. | Estadio Manuel Martínez Valero, Elche, Spanyolország | Horvátország | 2–0 | 6–0         | 2018–2019-es UEFA Nemzetek Ligája (A liga) |
| 2 | 2022. november 23.   | Al-Thumama Stadion, Doha, Katar                      | Costa Rica   | 2–0 | 7–0         | 2022-es labdarúgó-világbajnokság           |

## Sikerei, díjai

### Klub
- Real Madrid
  - Spanyol bajnok: 2016–17, 2019–20, 2021–22
  - Spanyol kupa: 2022–23
  - Spanyol szuperkupa: 2017, 2021–22
  - Európai szuperkupa: 2016, 2017, 2022
  - FIFA-klubvilágbajnokság: 2016, 2017, 2018, 2022
  - Bajnokok Ligája: 2016–2017, 2017–2018, 2021–2022

### Válogatott
- Spanyolország U19
  - U19-es labdarúgó-Európa-bajnokság: 2015

- Spanyolország
  - UEFA Nemzetek Ligája: 2022–23

### Egyéni
- U19-es labdarúgó-Európa-bajnokság legjobb játékosa: 2015
- U21-es labdarúgó-Európa-bajnokság legjobb játékosa: 2017